# Leucrocuta aphrodite
Leucrocuta aphrodite är en dagsländeart som först beskrevs av Mcdunnough 1926.  Leucrocuta aphrodite ingår i släktet Leucrocuta och familjen forsdagsländor. Inga underarter finns listade i Catalogue of Life.

## Bildgalleri

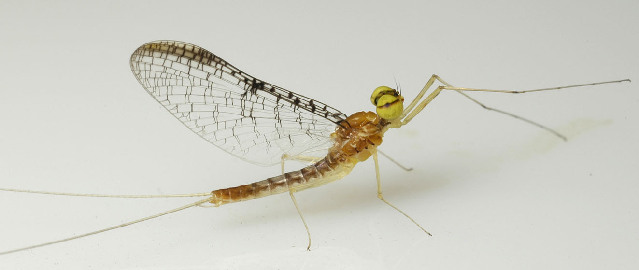